# Minka Podhajská

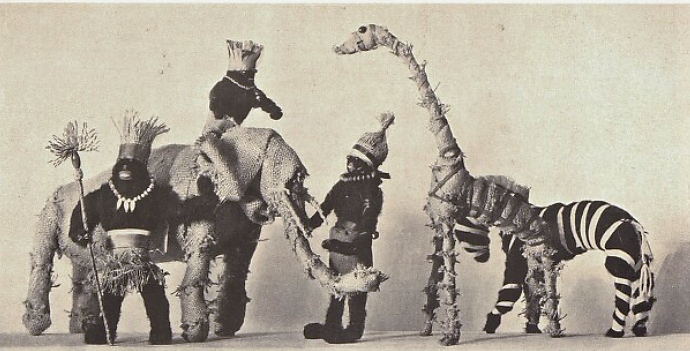
Minka Podhajská: Afrika (hračky z juty), 1928

Minka (Vilemína) Podhajská (1. prosince 1881, Vídeň – 16. září 1963, Liberec) byla česká výtvarnice, malířka, grafička, ilustrátorka, návrhářka nábytku, hraček a designérka.

## Život
Narodila se ve Vídni, v rodině českého inženýra asistenta Františka (Franze) Podhajského a jeho manželky Emanuely Wilhelminy, rozené Weidenhofferové. Její sestrou byla významná koncertní klavíristka Růžena Nebušková-Podhajská (1885-1935)
Ve Vídni Minka navštěvovala nejprve nově založenou školu "Kunstschule für Frauen und Mädchen", a pak Vídeňskou ženskou výtvarnou akademii "Wiener Frauenakademie", kde jejími učiteli byli, mimo jiné, Ludwig Michalek, A. F. Seelingmann, Tina Blaum, Georg Klimt, Adolf Boehm a Friedrich König.
Už od školních let byla členkou skupiny výtvarníků okolo Gustava Klimta, se kterou často vystavovala. Po zakončení školy si založila ve Vídni soukromou výtvarnou školičku pro děti, také měla svůj ateliér, kde malovala, ilustrovala knihy a navrhovala hračky pro Vídeňské umělecké dílny „Wiener Werkstätte“, prováděla zde i dekorace návrhů jiných designérů, například Kolomana Mosera a tiskla v tamní oficíně své grafické listy.
Od roku 1908 spolupracovala také s družstvem Artěl v Praze. Dále spolupracovala s Dresdner Werkstätten für Handwerkskunst v Drážďanech (dnes Deutsche Werkstätten Hellerau) a s Hořickým hračkářským družstvem.
V letech 1905–1908 byla členkou SVU Mánes.
V roce 1907 se zúčastnila výstavy pražského Uměleckoprůmyslového muzea, kde měla vlastní oddíl.
V roce 1918 se přestěhovala do Prahy a blíže spolupracovala s Artělem. Pro toto družstvo navrhovala nejen hračky, ale také keramiku ve stylu art deco, kterou vyráběla firma Graniton, Rydl a Thon ve Svijanech. Doloženy jsou čtyři soubory, ale je patrně autorkou i dalších návrhů dóz z výrobního programu firmy (monogram MP).
V letech 1922–1938 vyučovala na Státním ústavu pro domácí průmysl  a ve spolupráci s Ministerstvem školství a národní osvěty organizovala výstavy doma i v zahraničí. Vedla také hračkářské kurzy pro učitelky mateřských škol. V roce 1921 byla spoluzakladatelkou a první předsedkyní Kruhu výtvarných umělkyň v Praze.
Mimoto velmi často cestovala, pracovně i soukromě, poznávala krajinu, architekturu, muzea a galerie například ve Švédsku, Dánsku, Holandsku, Německu, Anglii, Francii, Itálii, Dalmácii, Řecku či na Slovensku, některé země navštívila opakovaně, a dostala se až do Alžírska v Africe. Své barvité, umělecky hodnotné zápisky z cest nám zanechala prostřednictvím svých "Pamětí" (Vydal knižně Arthouse Hejtmánek Praha 2021). Posledních zhruba 20 let svého života pobývala převážně v Lužických horách, na chalupě ve Zdislavě, kde také malovala, hlavně přírodu a květiny. Zemřela roku 1963 v Liberci.
Zde uvádíme medailon: "Minka Podhajská, k jejím osmdesátinám"
Kdyby se na nějaké souborné výstavě sneslo vše, co tato umělkyně za svého života ve Vídni a pak doma v Praze, v Ústí nad Orlicí a jinde po světě udělala, nestačila by na to ani pražská Jízdárna. Tolik toho její temperament a píle vytvořila: od nejútlejšího mládí. Narodila se 1. prosince 1881 ve Vídni, v české, umělecky založené rodině. Matka dovedla krásně kreslit a nejstarší dcerka Vilemína, Minka, jak jí začali záhy všichni říkat, to podědila po ní. Mladší Růžena se stala výbornou pianistkou. Obě se pilně účastnily kulturního života české menšiny ve Vídni. Minka vždy ráda vyhověla, když šlo o to, namalovat kulisy pro ochotnické divadlo, navrhnout plakát, titulní list pro ročenku Vídeňské Matice, ilustrované české publikace vydávané ve Vídni, až se i v Praze našli nakladatelé, kteří jí dali ilustrovat pohádkové knížky. Ale hlavně Hořické družstvo odhalilo její humor a vtip, s nímž dovedla navrhovat roztomilé hračky pro drobotinu, což se naučila v soukromé škole umělecké u prof. Michalka, když tehdy ještě ženy nesměly studovat na uměleckoprůmyslových školách nebo dokonce na Akademii. Ale těch osm let, kdy prostudovala všechny druhy výtvarného umění na vídeňské škole, na „Stubenringu“, nebylo promarněných: naučila se svému řemeslu tak důkladně, že mohla pak tvořit v jakémkoliv materiálu a formě, ať to byl dřevoryt, lept nebo tempera, olej, akvarel. Kreslila návrhy na gobelíny, čalouny, plakáty, ex-libris, novoročenky, pohlednice, zkrátka všechno, čím se dá zkrášlit denní život. Pomáhal jí přitom její nezmarný humor, vtip a chuť pustit se do každého problému, který jí život postavil do cesty. Dokonce i do překládání anglické knížky nebo do ruštiny, když shledala, že by jí bylo prospěšné číst ruské knihy o umění. Byla všestranná a neúnavná – a taková přišla po první válce konečně do Prahy, kde ji ovšem rádi přijali za profesorku Státního ústavu školského pro domácký průmysl, i jako instruktorku lidových kurzů hračkářství, pořádaných po celé republice. Získala si jméno i v cizině, v Německu, Anglii, Holandsku. Ráda a hodně cestovala, do Francie, Středomoří i Afriky, přinášela si odtud množství studií tužkou, akvarelem, olejem či temperou. Rostla tak mezi naše přední výtvarnice, s jejichž Kruhem výtvarných umělkyň často vystavovala. Po celý svůj život se snažila jít svou cestou podle hlasu srdce svého a pro radost všech malých i velkých. Jistěže jejích osmdesátin vzpomenou sta jejích žaček. A to ji nepochybně ze všeho nejvíce potěší. ( Dr. Jaromír Doležal, publikováno v časopise Vlasta v prosinci 1961)
_______________________
Tomáš Hejtmánek, v úvodu katalogu zatím největší souborné výstavy prací Minky Podhajské
(10. 09. - 10. 10. 2021 - v Arthouse Hejtmánek Praha), píše, mimo jiné:
"Rozsah její tvorby byl však mnohem větší, než jsem si původně myslel. Tou nejrozsáhlejší částí její tvorby, se kterou byla nejvíce spojována, jsou návrhy na hračky (více než dva tisíce návrhů hraček zhotovených ve všech možných materiálech: dřevo, látka, juta, drát, papír; to vše většinou v pestrobarevném provedení). Vedle hraček pak krátká perioda návrhů na keramické výrobky firmy Graniton (kterých je patrně také mnohem více, než dnes již známe.) Zajímavou kapitolu tvoří její volná sochařská tvorba dřevěné plastiky, většinou polychromovaná, vznikala po příchodu do Čech od roku 1920 do 30. let 20. století (často je svým námětem a provedením použitelná jako hračka či loutka.) Minka se však po celý svůj život cítila nejvíce malířkou. Během svého vídeňského i českého pobytu vytvořila stovky kreseb, ilustrací, grafických listů a maleb."
Výstava v Arthouse Hejtmánek byla sestavena z kolekcí soukromých sběratelů i předmětů ze sbírek Uměleckoprůmyslového musea v Praze a Památníku národního písemnictví.
Vedle kouzelných hraček výstava představila také přes čtyřicet obrazů. Vynikají mezi nimi krajiny a fascinující „portréty květin“. V nich se Podhajská pokoušela zachytit nejen tvar, ale i duši rostliny. K vidění byly kresby, grafické listy, dřevoryty, ilustrace, keramika – včetně servisů na čaj, kávu a čokoládu – sochy a bibeloty neboli malé upomínkové předměty. Čestné místo v expozici zaujala unikátní skříň významného vídeňského návrháře Kolomana Mosera, kterou Podhajská dekorovala pro slavné dílny Wiener Werkstätte.
https://www.arthousehejtmanek.cz/cs/vystavy-a-aukce/minka-podhajska-34/

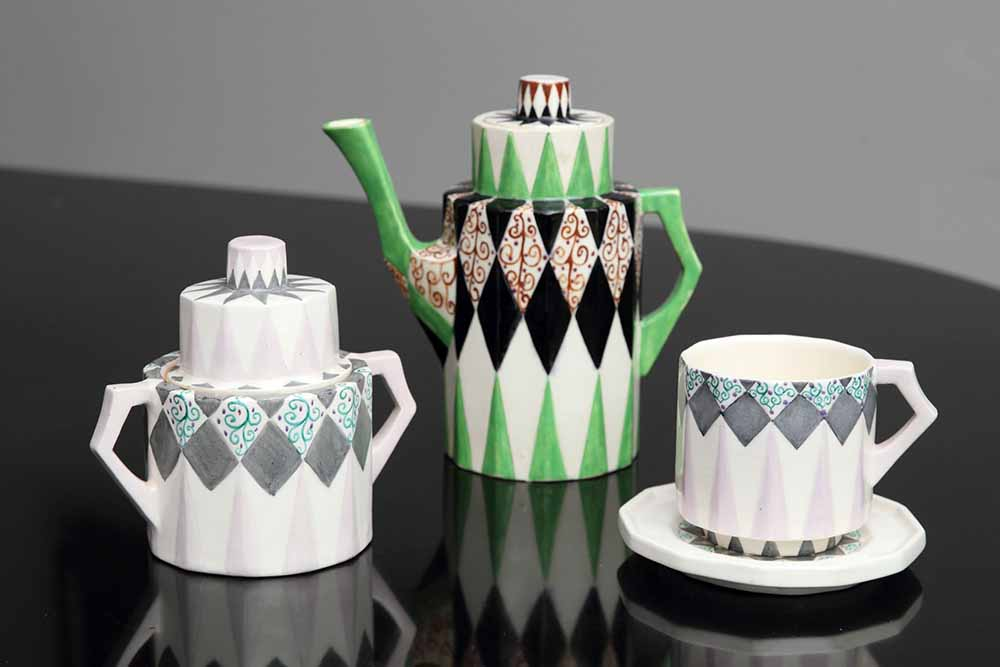

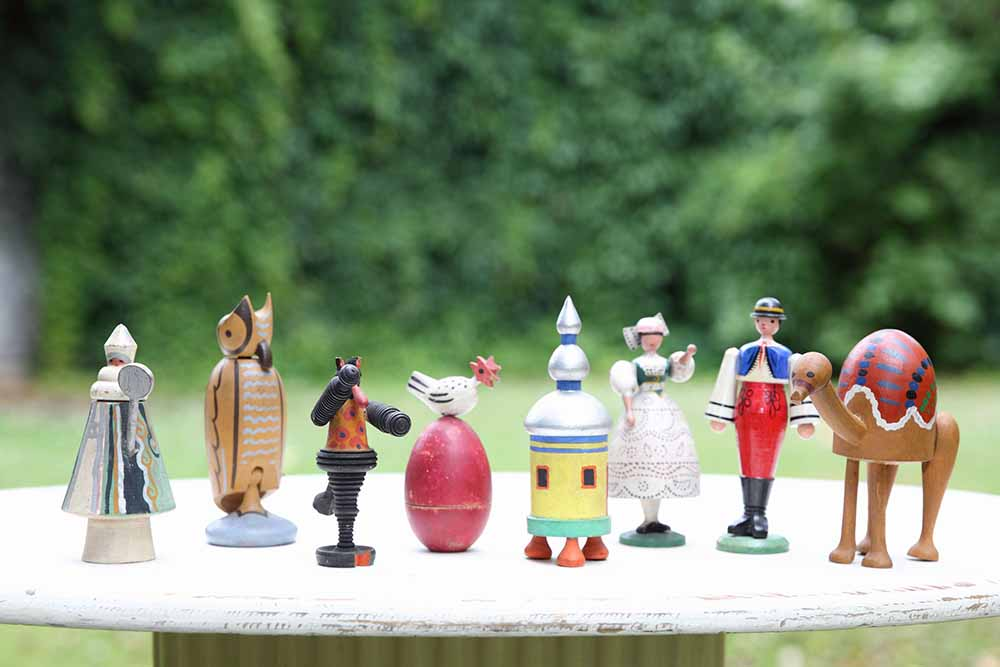

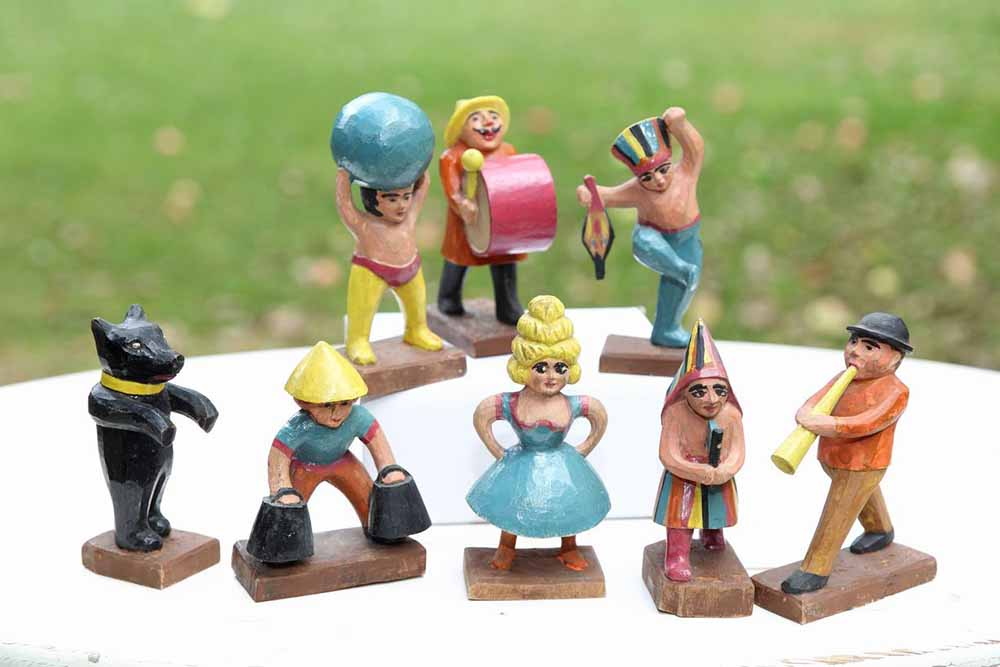

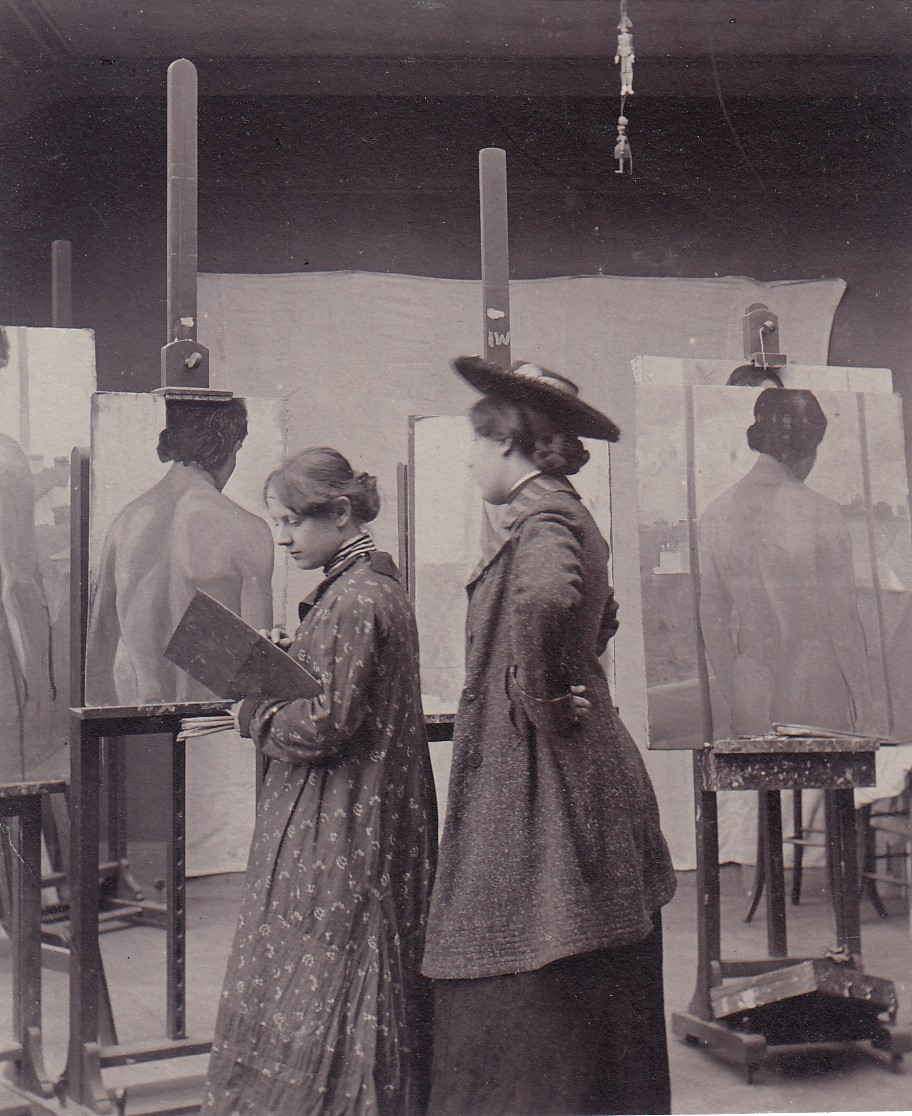

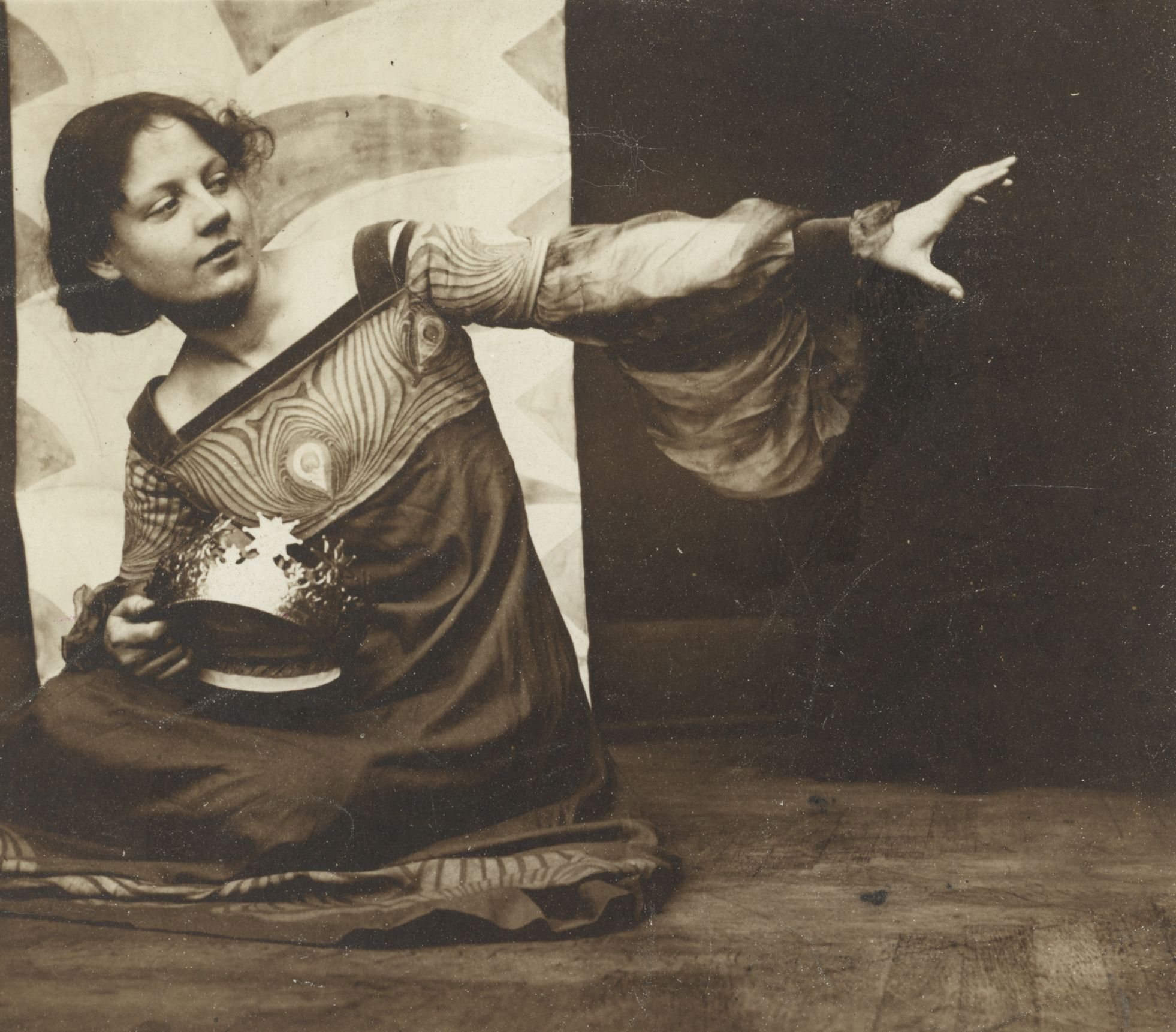
Minka Podhajská Vídeň 1908

## Dílo

### Hračky
- 1907 Jihočeský statek, soubor budov a figurek lidí a domácích zvířat a rostlin. Zhotovilo Hořické hračkářské družstvo.[8]
- Zvířata (krocan, tukan, velbloud, páv, medvěd a další) a lidi (černoch, Mexičan, baletka, svatba, Mikuláš a čert, sokolové a sokolky, a další)

### Keramika
- kolem 1920 – kameninové soubory na kávu a čokoládu, výroba: Graniton, Rydl a Thon, Svijany-Podolí, některé soupravy se vyráběly ve dvou barevných variantách[9]

### Ilustrace
- 1908 Quido Maria Vyskočil: Rytířové, panoši a krásné pastýřky : kniha pohádek, V Olomouci : knihkupectví R. Prombergra, 78 s.[10]

- 1919 Měsíce : cyklus dřevorytů, Úvod napsal Bedřich Beneš-Buchlovan, Buchlovice na Moravě : Josef Hladký,[11]
- 1921 Viola z Prácheňska: Barevné kuličky : pro mladý dětský svět, V Praze : J. Otto, 63 s.[12]

## Výstavy
- 1910 – Topičův salon, spolu s Valerií Myslivečkovou, vystaveno 108 prací, katalog, úvodní slovo Quido Maria Vyskočil.[2]
- 1931 – Topičův salon, vystaveno 41 prací.[2]
- 1934 – Výstava hraček M. Podhajské, Uměleckoprůmyslové museum v Praze.[2]

## Ocenění díla
- v roce 1925 obdržela čestný diplom za hračky na Mezinárodní výstavě dekorativního umění v Paříží, kde vystavovala v rámci expozice družstva Artěl.[13]
- 1940 – stříbrná medaile na Milánském trienále[14]
- 1942 – Čestné uznání Svazu českého díla[14]